# Clancy Wiggum
Polischef Clancy Wiggum (spelad av Hank Azaria) är en rollfigur i den animerade tv-serien Simpsons. 

## Biografi
Wiggum är staden Springfields polischef och gift med Sarah Wiggum.
Clancy Wiggum är en tjock och inkompetent man som helst inte jobbar för hårt. Han tar gärna emot mutor (på hans polisbricka står det att han endast tar emot mutor i kontanter). Eddie och Lou är hans polisassistenter. Wiggum är far till Lisas klasskamrat Ralph Wiggum, som är minst sagt korkad. Det är svårt att avgöra vilken relation Clancy Wiggum har till familjen Simpson. Ibland tycks de känna varandra väl (Marge Simpson har varit polis) men oftast talar han till dem som om de aldrig träffat varandra. Dock måste han känna Homer någorlunda då han under en tid sjöng i samma band som han - The Be Sharps. Med i bandet var också Seymour Skinner, Apu Nahasapeemapetilon, samt Barney Gumble, den senare var Wiggums ersättare i bandet. Clancy Wiggums röst är en imitation av Edward G. Robinson.
Han har en ganska ansträngd relation med sin överordnade, borgmästare Quimby. Detta beror på att de båda vill ha makt i staden. Wiggum påstår att han har nakenbilder på Quimby, vilket kan förklara varför Wiggum fortfarande har kvar sitt jobb, trots sin inkompetens.

### Citat
- Scum, freezebag!
- Bake 'em away, toys!
- I hope this has taught you kids a lesson: kids never learn.
- Bart Simpson: Good morning, world! Eat my shorts! 
Chief Wiggum: There will be no shorts eaten today, young man!
- I'd rather let a thousand guilty men go free... than chase after them...